# Grand-Pré
Pour les articles homonymes, voir Pré (homonymie).
Ne doit pas être confondu avec Grandpré.

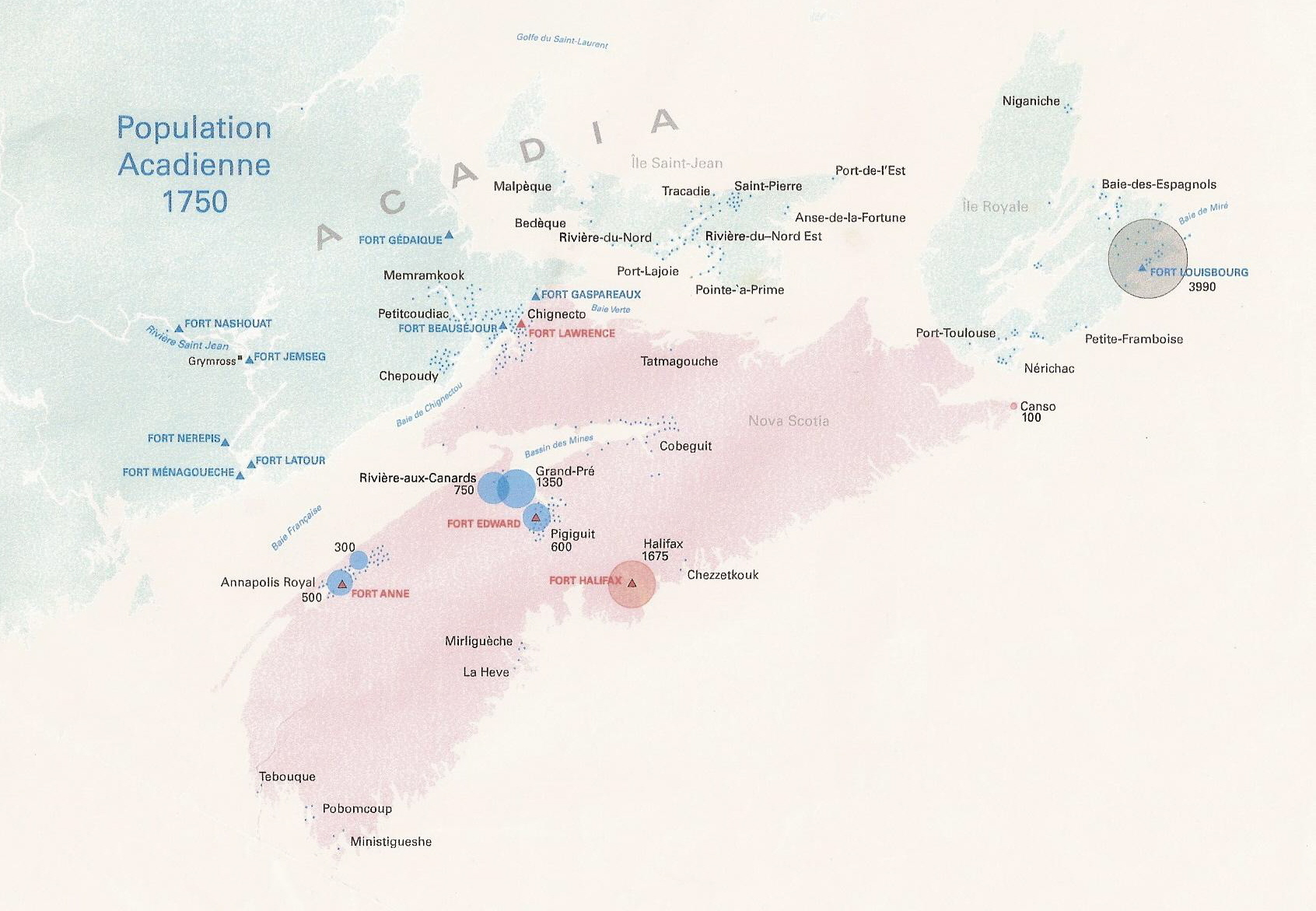
Grand-Pré en 1750

Grand-Pré (Mskikue’katik en micmac) est un village canadien de la Nouvelle-Écosse.
Fondé en 1682, Grand-Pré est rapidement devenu le grenier et la principale ville de l'Acadie. Il fut délaissé à l'origine par le gouvernement colonial, étant trop loin de Port-Royal. Ravagé en 1704 et tombé aux mains des Britanniques en 1713, Grand-Pré fut victime de la lutte pour le contrôle de l'Amérique du Nord. Il retourna brièvement sous contrôle français à la suite de la bataille de Grand-Pré, en 1747. La population fut déportée par les Britanniques à l'automne 1755. Les Planteurs de la Nouvelle-Angleterre s'établirent au village à partir de 1760.
De nos jours, Grand-Pré est un petit village devenu site historique national, célébrant son histoire et son patrimoine, considéré par plusieurs comme le cœur historique et spirituel de l'Acadie. Le site est inscrit au patrimoine mondial de l'UNESCO depuis le 30 juin 2012.

## Géographie

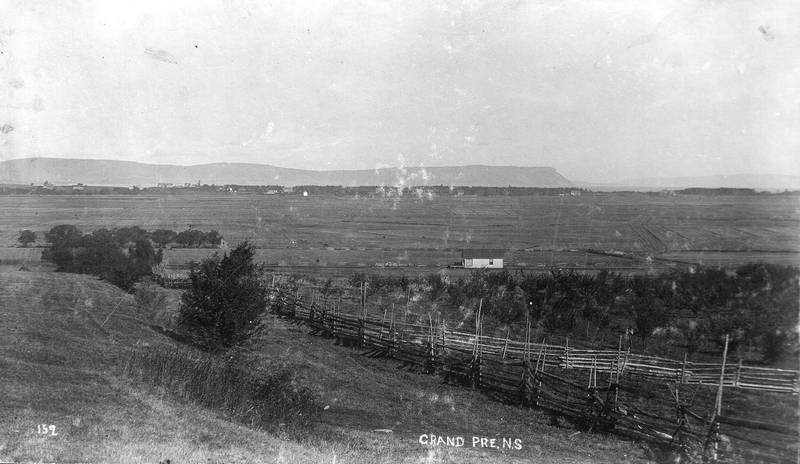
Le Grand-Pré et l'île Longue. Au loin, le cap Blomidon.

Grand-Pré est situé sur une péninsule, dans la région des Mines, à l'entrée est de la vallée d'Annapolis. La péninsule est bordée au nord-ouest par la rivière Cornwallis, au nord et à l'est par le bassin des Mines et au sud par la rivière Gaspereau. Le village comprend un vaste pré, dont il tire son nom.
La plupart du territoire est donc très plat. L'île Charles, aujourd'hui appelée l'île Longue, au nord, est une région ayant un relief légèrement plus escarpé. Au sud du grand pré s'élève la crête de Wolfville, qui atteint à cet endroit les 60 mètres d'altitude. Au-delà de celle-ci coule la rivière Gaspereau, qui se déverse à l'est, au confluent de la rivière Avon et du bassin des Mines, entre Horton Landing et Avonport. Le ruisseau Ransom draine le pré. Les autres cours d'eau sont de faible importance.
Sur la crête de Wolfville se trouve, d'est en ouest, les hameaux de Grand-Pré, Hortonville et finalement Horton Landing, à l'embouchure de la rivière Gaspereau. Le village comprend aussi le hameau de Grand-Pré Nord, situé au bord du bassin des Mines, dans l'île Longue.
Grand-Pré est limitrophe de Wolfville à l'ouest, Melanson et Walbrook au sud et Avonport à l'est. Au nord-est du village se trouve l'île Boot.
Grand-Pré a conservé une allure rurale, comparativement à une bonne partie de Les Mines ou à Pisiguit.

## Démographie
Grand-Pré n'ayant pas de statut officiel, il existe seulement des données précises pour la subdivision D du comté de Kings, qui comprend le secteur entre Hantsport et Wolfville, où se trouve Grand-Pré et quelques autres villages. Dans ce secteur, il y avait 5499 habitants en 2006, comparativement à 5167 en 2001, soit une hausse de 6,4 %. L'âge moyen est de 44,5, comparativement à 41,8 pour la province. 84,8 % de la population est âgée de plus de 15 ans, ce qui est dans la moyenne provinciale.
Pour ce qui est de la langue maternelle, 96,6 % des habitants sont anglophones, 1,4 % sont francophones et 2,0 % sont allophones. La population francophone est anglicisée, car 99,3 % des habitants parlent l'anglais à la maison. Pour ce qui est de la connaissance des langues officielles, 7,2 % de la population peut communiquer en français à différents niveaux, le reste étant unilingue anglophone.
| 1698 | 1700 | 1703 | 1707 | 1714 | 1727 | 1744  | 1748         | 1750  | 1755         |
| ---- | ---- | ---- | ---- | ---- | ---- | ----- | ------------ | ----- | ------------ |
| -    | 124  | 421  | 481  | 285  | 900  | 2 000 | 1 500 (est.) | 1 350 | 1 500 (est.) |

| 1761 | 1783 | 1806 | 1816 | 1824 | 1834 | 1840 | 1851 | 1861 | 1871 |
| ---- | ---- | ---- | ---- | ---- | ---- | ---- | ---- | ---- | ---- |
| -    | -    | -    | -    | -    | -    | -    | -    | -    | -    |

| 1881 | 1891 | 1901 | 1911 | 1921 | 1931 | 1941 | 1951 | 1956  | 1961 |
| ---- | ---- | ---- | ---- | ---- | ---- | ---- | ---- | ----- | ---- |
| -    | -    | -    | -    | -    | -    | -    | -    | 2 300 | -    |

| 1966 | 1971 | 1976 | 1981 | 1986 | 1991  | 1996 | 2001  | 2006  | 2011  |
| ---- | ---- | ---- | ---- | ---- | ----- | ---- | ----- | ----- | ----- |
| -    | -    | -    | -    | -    | 4 324 | -    | 5 167 | 5 499 | 5 201 |

## Histoire
Royaume d'Angleterre (1690-1692)

 Royaume de France (1692-1713)

 Royaume de Grande-Bretagne (1713-1801)

 Royaume-Uni de Grande-Bretagne et d'Irlande (1801-1867)

## Administration
Grand-Pré fait partie de la municipalité du comté de Kings, dont le chef-lieu est Kentville et le préfet est Fred Whallen. Au conseil municipal, Grand-Pré fait partie du district 12, qui comprend tout l'est du comté à partir de Wolfville, dont le conseiller est R. John Fuller.

## Économie
Plusieurs vignobles se trouvent sur les versants de la crête, tels que le domaine Grand-Pré. Les vins et cidres de la région utilisent principalement des cépages locaux et sont peu connus mais ont gagné des prix internationaux
,.

## Culture

### Personnalités liées à Grand-Pré
- Joseph Dugas (1714-1779), marchand, corsaire et officier de milice.
- Étienne Hébert (1736-1823), cultivateur.
- Robert Laird Borden (1854-1937), premier ministre du Canada.
- Alexis Landry (1721-1798), milicien et commerçant, cofondateur de Caraquet.
- Pierre Le Blanc (1720-1799), cofondateur de Pointe-de-l'Église.

### Architecture et monuments

#### Dans le village

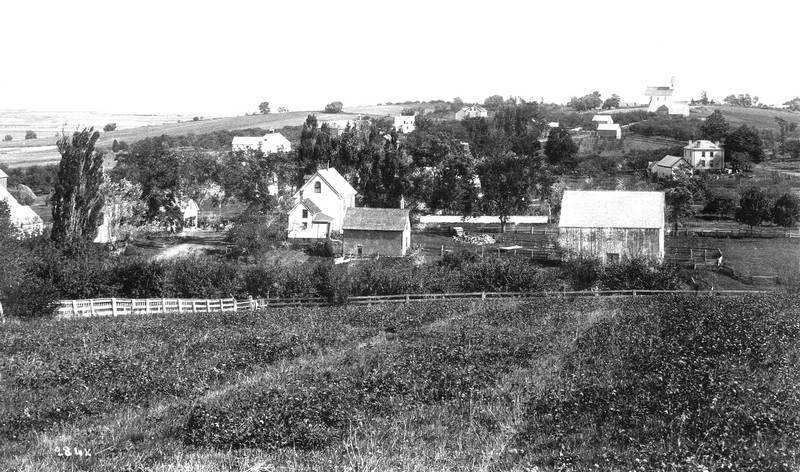
Le village de Grand-Pré en 1915.

Le 26 mars 1999, le centre du village de Grand-Pré devint le troisième district de conservation du patrimoine en Nouvelle-Écosse. Ce district compte une trentaine d'édifices construits avant 1930, situés principalement sur le chemin Old Post. Cette désignation découle d'un processus commencé en 1991, alors que la Société historique de Grand-Pré effectua un inventaire de 46 bâtiments historiques.
L'architecture de Grand-Pré est surtout dans le style néoclassique, remplacé vers 1850 par des styles plus éclectiques et décoratifs, en particulier le style néogothique. La brique et la pierre sont peu utilisées.
L'église covenantaire de Grand-Pré est un autre site historique national.

### Grand-Pré dans la culture

#### Le Tapis de Grand-Pré
Le Tapis de Grand-Pré est un conte de noël. C'est l'histoire de femmes ayant voulu offrir un tapis houqué au curé en 1755. À cause de la déportation, leur travail ne fut jamais terminé. Plus tard, des enfants partent à la recherche des 12 brins de laine manquant pour terminer le tapis. En 1986, Réjean Aucoin et de Jean-Claude Tremblay ont écrit un livre basé sur ce conte, illustré par Herménégilde Chiasson. La même année Phil Comeau fait une adaptation du texte en scénario et réalise un court film Le Tapis de Grand-Pré.

#### Romans
Pélagie-la-Charrette, l'héroïne du roman éponyme de Antonine Maillet (Prix Goncourt 1979) est originaire de Grand-Pré. Le roman raconte sa déportation de Grand-Pré par les Anglais, lors du Grand Dérangement de 1755 et son retour avec d'autres Acadiens quelques années plus tard.
Evangéline, de Henry Longfellow. John Frederick Herbin a également écrit plusieurs romans inspirés de Grand-Pré, tels que The heir to Grand-Pré (1907), Jen of the marshes (1921) et The returned Acadian. On peut aussi citer Adieu, ma patrie. Angélique Richard, fille d'Acadie, de Sharon Stewart (2004), EVANGELINE & GABRIEL de Pauline Gill (2007) et Le saule de Grand-Pré, de René Verville.

## Infrastructures et services
Le village de Grand-Pré est desservi par la route 1 et l'autoroute 101. Le chemin de fer Windsor & Hantsport traverse aussi le village.
L'école anglophone L.E. Shaw à Avonport accueille les élèves de la maternelle à la 6e année. Les étudiants peuvent poursuivre, par exemple, leur éducation à l'école secondaire Horton de Wolfville. Cette ville possède également l'université Acadia.
 L'établissement francophone le plus proche est l'école Rose-des-Vents de Greenwood, 50 kilomètres à l'ouest.
Grand-Pré est desservi plusieurs fois par jour par les autobus du réseau public Kings Transit. Il y a un service d'autobus interurbains à Wolfville.
Le détachement Kings de la Gendarmerie royale du Canada fait office de police municipale dans le comté. Le poste le plus près est à Wolfville. Dans cette ville se trouve aussi une caserne de pompiers.

### Livres

#### Documentaires
- (en) William Cochrane Millner, Grand Pré, a chapter in colonial history.
- (en) Brian Cuthberson, Wolfville and Grand-Pré: past and present, Halifax, Formac Pub., 1996,  (ISBN 0-88780-360-1).
- (en) John Frederic Herbin, The marshlands : a souvenir in song of the land of Evangeline, 1893.
  - Grand-Pré : a sketch of the Acadian occupation of the shores of the basin of Minas, Toronto et Montréal, 1898.
  - The history of Grand-Pré : the home of Longfellow's « Evangeline », Toronto, 1900.
  - The land of Evangeline : the authentic story of her country and her people, Toronto, 1921.
- (fr) A.J.B. Johnston & W.P. Kerr, traduit de l'anglais par Sylvain Filion, Grand-Pré : cœur de l'Acadie, Halifax, Nimbus Pub., 2004,  (ISBN 1551094916).
- (en) Barbara Le Blanc, Postcards from Acadie : Grand-Pré, Evangeline & the Acadian identity, Kentville, Gaspereau Press, 2003,  (ISBN 1894031695).
- (en) Tom Sheppard, Historic Wolfville : Grand Pré and countryside, Halifax, Nimbus Pub., 2003,  (ISBN 155109469X).
- (fr) Robert Viau, Grand-Pré : lieu de mémoire, lieu d'appartenance, Longueuil, MNH publications, 2005,  (ISBN 2896170030).
- (en) Arthur Wentworth Hamilton Eaton, The history of Kings County, Belleville, Mika Studio, 1972.
- (fr) Historique du parc de Grand-Pré, Ottawa, Ministère du Nord Canadien et des ressources nationales, Direction des parcs nationaux, 1959.
- (en) The Land of Evangeline : a brief recital of fact, history and romance of Canada's greatest historic schrine, Evangeline Memorial Park, Dominion Atlantic Railway, 1930.

#### Fiction
- (en) John Frederic Herbin, The heir to Grand-Pré, Briggs, 1907.
  - Jen of the marshes, Boston, 1921.
  - The returned Acadian.
- (fr + en) Henry Longfellow, Evangeline, 1847.
- (fr) Sharon Stewart, traduction de Martine Faubert, Adieu, ma patrie. Angélique Richard, fille d'Acadie., Markham, Éditions Scholastic, 2004,  (ISBN 0439961378).
- (fr) René Verville, Le saule de Grand-Pré, Saint-Laurent, Fides, 2001,  (ISBN 2762122619).
- (fr) Réjean Aucoin et Jean-Claude Tremblay, illustrations d'Herménégilde Chiasson, Le Tapis de Grand-Pré, 1986,  (ISBN 0919937187).
- (fr) Pauline Gill, "EVANGELINE & GABRIEL ", 2007, Lanctôt, La plus grande histoire d’amour d’Amérique sur fond historique,  (ISBN 9782894853719).

### Musique
- (fr) Michel Conte, interprètes variés, Évangéline, 1971.

### Films
- (fr) Évangéline en quête, Ginette Pellerin, Office national du film, 1996.
- (fr)Le Tapis de Grand-Pré, Phil Comeau, 1986.